# 井上純一 (イラストレーター)
井上 純一（いのうえ じゅんいち、1970年6月16日 - ）は、日本のTRPGデザイナー、イラストレーター、漫画家、銀十字社代表取締役社長、大学教員。宮崎県宮崎市出身。多摩美術大学二部中退。表記名以外に希有馬（けうま）及び井上純弌（読み同じ）の筆名（詳細は別項目）で活動を行っている。同人活動時は同人サークル「希有馬屋」にて活動している。
2024年4月より京都精華大学マンガ学部キャラクターデザイン学科キャラクターデザインコース特任教授。

## 筆名について
2012年までの「井上純弌」名義の時は、「弌」を大字の「弐」と誤記されることがあるらしく「Web希有馬屋」の自己紹介のページでは「井上純“弐”（に）じゃないです。イチです。」と断り書きを入れていた。なお「弌」は「一」の異体字だが、日本の法令で定められている大字及び人名用漢字には含まれていない。
井上純弌名義よりも以前に「希有馬」の名義での投稿も行っていた。
『中国嫁日記』のヒットを機に、「今までよりも多くのメディアで取りあげてもらう際に『弌』を『弐』と間違われることを減らすため」、同作品の関連商品における作者名の表記を全て「井上純一」にするつもりだと明言し、さらに2012年7月刊行の『アルシャードセイヴァーRPG』以降は、TRPG関係の刊行物の名義も「井上純一」に変更することを明言した。

## 代表作
ブログとして公開している『中国嫁日記』（「#中国嫁日記」を参照）が評判を集め、2011年8月12日にエンターブレインから単行本が発売され初の商業書籍化された漫画作品となった。
TRPGの代表作は時代劇にSFの要素を取り入れた『天羅万象』、西洋風ファンタジーに銃やメカの要素を取り入れた『アルシャード』、パラレルワールドな現代で少年少女が対峙する黙示録的ロボットアクション『エンゼルギア』など。近年はファーイースト・アミューズメント・リサーチと組んだ作品が多い。『天羅万象』は『RPGマガジン』誌上で世界観の紹介やリプレイなどが掲載され、同誌の1990年代中盤から後半にかけての看板作品の一つとなった。
商業イラストとしては1996年10月号から1997年10月号にかけて展開された富士見書房ドラゴンマガジン誌の企画「ソード・ワールドRPGシアター」では連載期間中のイラストを担当し、企画終了まで担当した。

### 中国嫁日記
中国東北部（旧満州）瀋陽市出身の20代の美容部員との結婚を機に、妻の母国とのカルチャーギャップを題材にしたブログ「中国嫁日記」で4コマ漫画を連載している。主な登場人物は作者本人（ジンサン：“井上”の中国読み、「サン」は敬称に見えて、実は呼び捨てである）と妻の月（ユエ：仮名）。
当初、妻には内緒で更新しており、書籍化の話が出た折に「プライベートな内容のため、妻に反対されたら全て止める可能性がある」とコメントされ、書籍化前はblogの先頭にも中国語と韓国語で「妻には内緒にして下さい」と但し書きがされていたが、その後妻の知ることとなり妻公認となった。それに伴い、前述の表記もなくなっている。2011年2月には、このブログでアルファブロガー・アワード2010を受賞した。
『中国嫁日記』の裏話を描いた『中国嫁日記日記』（希有馬屋）というピンズ付き同人誌もある。井上いわく、高価なタイプのピンズを作りたいがために「薄くて高い本」とあわせて販売することになった。売れ行きは好調で、東日本震災の際には売上金の一部を義援金として株式会社銀十字社名義で各機関に寄付していた。2013年8月11日に2010年冬から2012年夏までの5冊分程度をまとめた『中国嫁日記 同人誌総集編』が発行されている。
妻の月は2015年時点で既に30代であったようだが、年を取らない漫画はいっぱいあるとの妻の主張からブログでは20代と表記されていた。その後ブログをリニューアルした際に年齢に関する表記が無くなった。2016年11月に第一子が誕生した事を発表している。
2015年2月3日、会社の金銭トラブルに関する新たなブログ「月サンは困ってます」を開設した。

## 同人活動
「希有馬」のペンネームで、同人誌サークル「希有馬屋」の代表を務める。成人男性向け二次創作ものが中心である。また井上の日常の状況や世相への感想、オタク業界の裏話などをシニカルに描いた日記漫画もあり、自身のブログでも日記漫画形式の記事が掲載されることがある。上述の「中国嫁日記」もその流れの延長で生まれている。
90年代は二次創作の同人誌を主に制作してる。
2000年代に入ってからは同人フィギュアのプランナーとして積極的な活動をするようになった。中国の工場に完全受注生産で大量生産している。もともとフィギュアの作製に関しては素人であったため、フィギュア界の常識では考えられないような無茶な企画や納期を原型師に発注することが多い。2007年冬には、当時の同人フィギュア界では破格のサイズである1/6スケールで、さらに胸に特殊素材を使い「揉むとやわらかい」というフィギュアを発表し話題となった。希有馬屋の同人フィギュア計画は毎回難航し、そのことを自身のブログやフィギュア付属コミックなどのネタにしている。
2009年冬のコミックマーケットに3トントラックで同人フィギュアを搬入しようとしたところ、コミックマーケットの2トントラックでの搬入までという規約を大幅に超える過搬入であることから頒布停止とされた。それまでにも2005年夏には超過搬入で、2006年冬には島中で長蛇の列を作ったことに対して、2009年夏にはフィギュアの股間の作り込みが過ぎて頒布停止など複数回に渡る注意を受けていたことから、コミックマーケット準備会の里見直紀から直接厳しい停止の言い渡しを受けた。

## 銀十字社
2006年、同人企画の内容的に個人で行える規模で無くなっていることや、税務管理や海外送金をやりやすくするために自身が代表取締役を務める「銀十字社」を立ち上げる。その後、金銭的な面や頒布停止、コミケでの搬入トラブルなど同人レベルでのフィギュア製作に限界が生じ、また周囲の薦めもあったことからフィギュア製作に関しては、「銀十字社」を通じた商業レベルでの活動に移行していた。今後は「漫画の方が儲かる」という理由で、フィギュアの製作をやめることを表明した。

## 作品リスト

### テーブルトークRPG

#### プロデュース
- 天羅シリーズ（イラスト兼任）
  - 天羅万象（1996年）
  - 天羅万象・零（1999年）
  - テラ:ザ・ガンスリンガー（2001年）
  - 天羅WAR（2007年）
- アルシャードシリーズ
  - アルシャード（遠藤卓司との共作、2002年）
  - アルシャード・フォルティッシモ（遠藤卓司との共作、2005年）
  - アルシャードガイア（菊池たけしとの共作、2006年）
- エンゼルギアシリーズ
  - エンゼルギア 天使大戦TRPG（遠藤卓司との共作、2003年）
  - エンゼルギア 天使大戦TRPG The 2nd Editon（2009年）
- ビーストバインドシリーズ
  - BEAST BIND 魔獣の絆 R.P.G（1999年）
  - BEAST BIND NEW TESTAMENT 新約・魔獣の絆（矢野俊策との共作、2004年）
  - ビーストバインド トリニティ（重信康との共作、2010年）

#### リプレイ参加
- ビーストバインドNTリプレイ 別れの日は過ぎて（ビーストバインドNTサプリメント「ビーストバインド・エヴァンシェル」収録）（レヴィヤたん）
- ビーストバインドトリニティリプレイ 人魔邂逅（レヴィヤたん）
- アルシャード・リプレイ
  - 悠久の地平（アルシャードサプリメント「クイーン・オブ・グレイス」収録）（グローリアス）
  - オーディンの槍（ヴィオレット）（イラスト兼任）
  - スルトの剣（ヴィオレット）
- アルシャードガイア・リプレイ
  - 神薙ぐ御剣（宮沢竜一郎）
  - 希望（ゆめ）へのコンタクト（宮沢竜一郎）
  - 君といるセカイ（塞翁寺蘭）
- アルシャードトライデント・リプレイ（第1パーティ編：グローリアス、第3パーティ編：アプフェル）
- 天羅WAR・リプレイ Train Kept A-Rollin'（『ゲーマーズフィールド別冊』Vol.14「特集 スタンダードRPGシステム」収録）（三六字終太郎）
- エンゼルギア2nd・リプレイ
  - 銀翼の救世主（神威銀河）
  - 歌声は誰がために（『ゲーマーズフィールド別冊』Vol.18「混沌の炎」収録）（劉萌萌）
- ダンジョンズ&ドラゴンズ・リプレイ 若獅子の戦賦（ガンボルト）（イラスト兼任）
- 天下繚乱RPG・リプレイ
  - 妖異暗躍譚（夢蔵金銀）
  - 義経変生譚（小白龍）
  - 天下繚乱ギャラクシー－見参、銀河卍丸－（銀河卍丸）

### イラスト

#### 雑誌
- RPGマガジン 付録ポスター（1993年12月発行、ホビージャパン）
- 月刊ドラゴンマガジン ソードワールドRPG西部諸国シアター （1996年10月 - 1997年10月、富士見書房）

#### パソコンゲーム
- ANGEL・CORE（2002年、RUNE）

#### 携帯ゲーム
- エリタージュシリーズ（iモード対応：株式会社ティンマシン制作：キャラクターデザイン）
  - エリタージュ（2003年）
  - とことん! エリタージュ（2004年）

#### カードゲーム
- 央華封神TCG（1998年）
- マジック:ザ・ギャザリング（1998年、「優柔不断なる君主 袁紹（ポータル三国志）」など）
- モンスター・コレクション（1998年 - 2009年、「エクスキュージョン（魔道士の黙示録）」など）
- Kanon TCG（2000年、「ウエディングドレス 左祐理」）

#### ライトノベル
- 蓬萊学園シリーズ（富士見ファンタジア文庫、「蓬萊学園恋愛編－パーフェクト・ラブレター」「蓬萊学園部活編－騎馬っていこう!」「蓬萊学園転校編－香住の中の十万人」1996年 - 1997年、一部の挿絵のみ、井上純弌名義）
- レオン東遊記（角川スニーカー文庫、全3巻1997年3月 - 12月、井上純弌名義）
- 月蝕紀列伝（富士見ファンタジア文庫、3巻1998年1月 - 10巻2000年2月、氷剣悲歌1999年11月、井上純弌名義）
- レジェンド・オブ・ドラグーン セルディオ争乱 （ファミ通文庫、2000年2月、井上純弌名義）
- 天羅万象・零―仇殺の戦場（ファミ通文庫、2000年8月、井上純弌名義） - テーブルトークRPG『天羅万象・零』のノベライズ
- 聖剣のフェアリース Short Stories（なごみ文庫、2009年11月30日、井上純弌名義）

### その他
- スタッフTシャツデザイン（2006年、コミックマーケット70）

### 漫画
- 中国嫁日記（2010年 - 、エンターブレイン、既刊7巻、ISBN 978-4-04-727359-7 / ISBN 978-4-04-727946-9 / ISBN 978-4-04-728332-9 / ISBN 978-4047298057 / ISBN 978-4-04-730827-5 / ISBN 978-4-04-728178-3 / ISBN 978-4-04-734955-1）
  - 中国嫁★中国語（アルク『中国語ジャーナル』掲載）
  - 月とにほんご 中国嫁日本語学校日記（書き下ろし、2013年、アスキー・メディアワークス、ISBN 978-4-04-870772-5）
  - 中国嫁日記 ママたいへん編（2020年9月17日[30]、ISBN 978-4-04-735020-5）
- ペインキラー琴音ちゃん（ホビージャパン『とれたて!ほびーちゃんねる』掲載）
- 中国工場の琴音ちゃん（ホビージャパン『コミック・ダンガン』掲載）
- EROフィギュア（2013年7月5日、海王社 KAIOHSHA COMICS、※成人指定、上下巻、ISBN 978-4-79-640448-8 / ISBN 978-4-79-640449-5、希有馬名義） - 過去に同人誌として頒布された漫画を再編集し商業出版したもの。
- キミのお金はどこに消えるのか（2018年8月4日[31]、ISBN 978-4-04-107110-6）
  - キミのお金はどこに消えるのか 令和サバイバル編（2019年8月28日[32]、ISBN 978-4-04-108567-7）
- がんばってるのになぜ僕らは豊かになれないのか（2021年3月4日[33]、ISBN 978-4-04-110994-6）
- 逆資本論（2023年4月24日、星海社）ISBN 978-4-06-529101-6

### 書籍
- 今すぐ中国人と友達になり、恋人になり、中国で人生を変える本（2015年、講談社、ISBN 978-4-06-138581-8）

### コラム
- おたくのお（カラフル萬福星 1999年4月号Vol.4〜Vol.20,2002年2月号Vol.22）
- ぱのぷりあ〜（MC☆あくしず 2007年6月21日発売Vol.5〜、イラスト・文、1ページ、希有馬名義） - 「古今東西から究極の鎧を探す」をコンセプトに、「騎士の鎧」など実在した戦闘コスチュームを紹介する。巨乳で金髪、ツインテールの盾ちゃんと貧乳で黒髪、ショートカットの矛ちゃんが実際にその格好をする。

### 同人誌
成年向け
- たむたむの時代（1992年、前衛劇画集団ぴあじえ）
- 機忍伝（1993年、電撃組井上組）
- 天羅make.01（1994年、希有馬屋）
- はるかな風（1995年、希有馬屋、魔法騎士レイアース）
- 天羅make.02（1995年、希有馬屋）
- EVANGEL FIRST（1995年、希有馬屋、新世紀エヴァンゲリオン）
- EVANGEL FIRST【第2版】（1996年、希有馬屋、新世紀エヴァンゲリオン）
- EVANGEL SECOND（1996年、希有馬屋、新世紀エヴァンゲリオン）
- 庵野専用（1996年、希有馬屋、新世紀エヴァンゲリオン）
- 3rd MILLENNIUM（1996年、希有馬屋、新世紀エヴァンゲリオン）
- エヴァべっぴん（1997年、おきらく堂、新世紀エヴァンゲリオン）
- 中出しザーメンプリンセス（1997年、希有馬屋、ふしぎの海のナディア）
- Wide Open Beavers Inside（1997年、希有馬屋、少女革命ウテナ）
- スペルマぬるぬる副艦長（1998年、希有馬屋、ふしぎの海のナディア）
- 骨嵬（1998年、希有馬屋、ガサラキ）
- ハゲとヒゲ SIDE HAGE（1999年、希有馬屋、∀ガンダム）
- ハゲとヒゲ SIDE HIGE（1999年、希有馬屋、∀ガンダム）
- ロボットMONO（2000年、希有馬屋、GEAR戦士電童）
- 戦争論的彼女（2000年、希有馬屋、最終兵器彼女）
- 銀十字 Silbern Kreuz ANZEL・CORE設定資料集（2001年、希有馬屋）
- エンゼルコア・ツヴァイ設定資料集（2002年、希有馬屋）
- えろまう゛（2002年、希有馬屋、マブラヴ）
- TANE（2003年、希有馬屋、機動戦士ガンダムSEED）
- 週刊わたしのおにいちゃんのほん ごめんなさいフィギュアはついてないけどえっちなの（2003年、希有馬屋、週刊わたしのおにいちゃん）
- HOW TO BILD DO-ZIN FIGURE ハウトゥビルド同人フィギュア EX（2003年、希有馬屋、フィギュア付属）
- 偽物わたしのおにいちゃん+（2004年、希有馬屋、フィギュア付属、週刊わたしのおにいちゃん）
- 希有馬屋絵日記 日々これ天壌無窮 HIBI-CORE Eternal（2004年、希有馬屋）
- ワルプルギスの夜（2004年、希有馬屋、Fate）
- トゥアレタ・プログレッシヴ（2005年、希有馬屋）
- トゥアレタ・プログレッシヴ 最終版（2005年、希有馬屋）
- ハウトゥビルド 同人フェギュア 最終版（2005年、希有馬屋）
- 希有馬屋傑作選1 美少女ゲーム編（2005年、希有馬屋、マブラヴ）
- 希有馬屋傑作選2 渡る世間は鬼ばかり編（2005年、希有馬屋、週刊わたしのおにいちゃん）
- ワルプルギスの夜続編：人豚2（2006年、希有馬屋、Fate）
- ワルプルギスの夜3（2006年、希有馬屋、Fate）
- クベルタ10-9（2006年、希有馬屋、フィギュア付属）
- ティファナ（2007年、希有馬屋、フィギュア付属）
- クベルタ・ノワール YF04（2007年、希有馬屋、フィギュア付属）
- 天野つばさ（2007年、希有馬屋、フィギュア付属）
- 天野つばさ・黒髪（2007年、希有馬屋、フィギュア付属）
- ヴィオレット 青（2007年、希有馬屋、フィギュア付属）
- 盾ちゃん（2008年、希有馬屋、フィギュア付属）
- クベルタ10-9（2008年、希有馬屋、フィギュア付属）
- 反転クベルタ（2008年、希有馬屋、フィギュア付属）
- 金盾ちゃん（2008年、希有馬屋、フィギュア付属）
- 清香 黒下着Ver（2008年、希有馬屋、フィギュア付属）
- 京子（2008年、希有馬屋、フィギュア付属）
- 黒牛ちゃん 銀水着Ver（2008年、希有馬屋、フィギュア付属）
- 恋するハルヒは切なくて、キョンを想うとすぐHしちゃうの（2009年、希有馬屋、涼宮ハルヒの憂鬱）
- 恋するハルヒは切なくて、キョンを想うとすぐHしちゃうの2（2009年、希有馬屋、涼宮ハルヒの憂鬱）
- 悪魔子（山羊悪魔子）（2009年、希有馬屋、フィギュア付属）
- 超看護婦 ペインキラー琴音ちゃん（2009年、希有馬屋、フィギュア付属）
- Gal魔子（2009年、希有馬屋、フィギュア付属）
- 超看護婦 黒琴音（2009年、希有馬屋、フィギュア付属）
- 超看護婦 コマンダー・エリカちゃん（2009年、希有馬屋、フィギュア付属）
- 超看護婦 V ゆの（2010年、希有馬屋、フィギュア付属）
- ワルプルギスの夜4（2010年、希有馬屋、Fate）
- 希有馬屋同人フィギュア付属18禁漫画総集編【1】2005夏～2007冬（2010年、希有馬屋）
- 希有馬屋同人フィギュア付属18禁漫画総集編【2】2007冬～2008夏（2010年、希有馬屋）
- 超看護婦 Milkyway ほたる（2010年、希有馬屋、フィギュア付属）
- 希有馬屋同人フィギュア付属18禁漫画総集編【3】2008夏～2009冬（2010年、希有馬屋、フィギュア付属）

一般向け
- すまん（1990年、前衛劇画集団ぴあじぇ）
- まんす・むたむた 希有馬らくがき集（1992年、前衛劇画集団ぴあじえ）
- INFINIVERSE R CAMPAIGN GAME UPDATE VOLUME I（1993年、希有馬屋、美少女戦士セーラームーン）
- Dark Kingdom The Sourcebook of Pretty Soldier Reality（1993年、希有馬屋、美少女戦士セーラームーン）
- INFINIVERSE S CAMPAIGN GAME UPDATE VOLUME III（1993年、希有馬屋、美少女戦士セーラームーン）
- 噂の大運動会（1997年、希有馬屋、バトルアスリーテス大運動会）
- 希有馬屋レポート漫画総集編【上】6年の同人フィギュア活動全記録 2004冬～2007冬（2010年、希有馬屋、成人向けフィギュア付属）
- 希有馬屋レポート漫画総集編【下】6年の同人フィギュア活動全記録 2008夏～2010冬（2010年、希有馬屋、成人向けフィギュア付属）
- 中国嫁日記日記 ピンズ付き（2010年、希有馬屋、ピンズ付属）
- 中国嫁フィギュアAセット（2011年、希有馬屋、フィギュア付属）
- 中国嫁フィギュアBセット（2011年、希有馬屋、フィギュア付属）
- 中国嫁日記 同人誌総集編（2013年、希有馬屋）
- 希有馬屋 夏のグッズセット（2013年、希有馬屋）
- 井上純弌イラスト集（2013年、希有馬屋）

ほか。